# Communauté de communes du Plateau de Frasne et du Val du Drugeon
Pour les articles homonymes, voir CFD.
La communauté de communes du Plateau de Frasne et du Val du Drugeon, (CFD en abrégé) est une communauté de communes française située dans le département du Doubs, en Franche-Comté, dans la région administrative Bourgogne-Franche-Comté.

## Composition
La communauté de communes est composée des 10 communes suivantes :

| Nom                    | Code Insee | Gentilé     | Superficie (km2) | Population (dernière pop. légale) | Densité (hab./km2) |
| ---------------------- | ---------- | ----------- | ---------------- | --------------------------------- | ------------------ |
| Frasne (siège)         | 25259      | Frasnois    | 32,87            | 1 958 (2022)                      | 60                 |
| Bannans                | 25041      | Bandrayards | 11,56            | 378 (2022)                        | 33                 |
| Bonnevaux              | 25075      | Bonnevalais | 16,53            | 420 (2022)                        | 25                 |
| Boujailles             | 25079      | Boujaillons | 28,22            | 459 (2022)                        | 16                 |
| Bouverans              | 25085      | Vairons     | 18,17            | 441 (2022)                        | 24                 |
| Bulle                  | 25100      | Bullards    | 14,03            | 500 (2022)                        | 36                 |
| Courvières             | 25176      | Couviras    | 10,94            | 319 (2022)                        | 29                 |
| Dompierre-les-Tilleuls | 25202      | Piroulards  | 12,94            | 291 (2022)                        | 22                 |
| La Rivière-Drugeon     | 25493      | Revicards   | 19,16            | 927 (2022)                        | 48                 |
| Vaux-et-Chantegrue     | 25592      | Valchantois | 13,98            | 663 (2022)                        | 47                 |

## Bureau
- Président : Claude Dussouillez, maire de Bannans
- Vice-présidents :

## Histoire
Le Syndicat mixte de la vallée du Drugeon et du plateau de Frasne réunissait ces dix communes depuis les années 1990. Le 5 novembre 2002, la création de la communauté de communes est votée, et elle devient effective en janvier 2003. 